# Râul Iazul lui Stavri
Râul Iazul lui Stavri este un curs de apă, afluent al râului Drâslea. 